# Segestidea leefmansi
Segestidea leefmansi är en insektsart som först beskrevs av Willemse, C. 1940.  Segestidea leefmansi ingår i släktet Segestidea och familjen vårtbitare. Inga underarter finns listade i Catalogue of Life.